# Mittermühle (Bad Reichenhall)

Saalach und Kirchberger Mühlbach im Stadtplan von 1865

Lange Brücke über die Saalach, rechts unten die Mittermühle

Die Mittermühle (früher auch: Sepperlmühle) ist eine ehemalige Mühle im Bad Reichenhaller Ortsteil Kirchberg.
Die Mittermühle steht unter Denkmalschutz und ist unter der Nummer D-1-72-114-194 in die Bayerische Denkmalliste eingetragen.

## Geschichte
Das Wasser für den Betrieb der Mühle wurde früher von der Saalach am sogenannten Salzburger Wehr abgezweigt, floss als Kirchberger Mühlbach durch Kirchberg und mündete unterhalb der heutigen Kretabrücke wieder in die Saalach. Damals wurde das Wasser der Saalach noch für die Holztrift genutzt, um die Reichenhaller Saline mit Brennstoff zu versorgen. Reste der Triftanlagen befinden sich unweit der Mittermühle und stehen ebenfalls unter Denkmalschutz. Das Salzburger Wehr mit zwei Schleusen befand sich westlich der Talstation der Predigtstuhlbahn, der Kirchberger Mühlbach floss in mehreren Armen entlang des Nordhangs des östlichen Ausläufers des Müllnerbergs. Der südliche Arm des Baches versorgte die Hirschen- oder Hirschmühle, die diesen Namen ab 1717 führte. 1494 hieß diese noch Maierhofmühle, nach einer Reichenhaller Salzsiederfamilie, auf die auch der Flurname Maierhof in St. Zeno zurückgeht. 1535 hieß die Hirschenmühle noch Fergenmühle.
Der nördliche Mühlbach versorgte die Heißmühle (auch: Heissmühle) bzw. Wachtermühle, die Mühle gehörte 1507 Bernhard Castner und 1649 der Familie Niederlechner.
Vom mittleren Mühlbach hat die Mittermühle ihren Namen. Diese hieß 1494 Rauschermühle und trug den Namen einer Reichenhaller Salzsiederfamilie. 1507 hieß die Mühle Mittermaiermühle, 1534 Kagermaiermühle und später Sepperlmühle. Zuletzt hieß sie Kammelsägenmühle, weil diese zum Zimmereibetrieb Kammel gehörte. Teile des Gebäudes der heutigen Mittermühle wurden im 18. Jahrhundert errichtet. 
Ab 1890 trieb der Kirchberger Mühlbach auch die Elektricitäts-Werke Reichenhall an, Deutschlands erstes Wechselstromkraftwerk und Bayerns erstes öffentliches E-Werk.
Als ab 1910 etwas weiter westlich mit dem Bau des neuen Saalachkraftwerks begonnen wurde, war das Ende der Holztrift und des Mühlbetriebs am Kirchberger Mühlbach absehbar. Durch den Bau der Staumauer bei Kibling fehlte das Wasser der Saalach und die Mühlen mussten auf Strom umgestellt werden. Die Eigentümer wurden jedoch für die fehlende Wasserkraft entsprechend entschädigt. Später wurden jedoch die Mühlen nach und nach aufgegeben, die Elektricitäts-Werke Reichenhall produzierten nach 1913 noch viele Jahre Strom mit einer Dampfmaschine.
Heute wird die Mittermühle als Wohn- und Geschäftshaus genutzt. Die Verwaltung eines Unternehmens für Abbruch und Schadstoffsanierung hat dort ihren Sitz.

## Beschreibung
Das Gebäude der Mittermühle ist ein zweigeschossiger Schopfwalmdachbau, der im Kern wohl im 18. Jahrhundert entstand. Die Fassade mit Putzgliederungen hat ein Heiligenbild aus der ersten Hälfte des 19. Jahrhunderts im Giebel. Zur Mühle gehört ein rückwärtig angeschlossener erdgeschossiger Anbau mit Pultdach, der gegen Ende des 19. Jahrhunderts errichtet wurde.

## Lage
Die Mittermühle befindet sich im Bad Reichenhaller Ortsteil Kirchberg an der Einmündung des Hirschmühlwegs in die Kiblinger Straße. Gegenüber der Mittermühle befand sich bis etwa 2020 die für den Hirschmühlweg namensgebende Hirschmühle, das Gebäude wurde zugunsten eines Neubaus von mehreren Wohnhäusern abgerissen.